# والا (فیلم)
والا (انگلیسی: Sublime) یک فیلم وحشت روان‌شناختی آمریکایی محصول سال ۲۰۰۷ به کارگردانی تونی کرانتز و نویسندگی اریک جندرسن با بازی تام کاوانا، کاتلین یورک، کاس انور و کاترین کانینگهام ایوز است.
این فیلم در وب سایت راتن تومیتوز موفق به کسب ۳۳ درصد محبوبیت از رای ۶ منتقد شد - امتیاز مختلط تا منفی ۴٫۱ از ۱۰ شد.

## داستان
جورج گریوز بعد از جشن چهلمین سالگرد تولدش برای یک چک آپ معمولی به بیمارستان می‌رود. اما در آنجا توسط دکتری شیرازی به او گفته می‌شود که باید هر چه زودتر مورد عمل جراحی قرار گیرد. جورج که از دکتر و بیمارستان متنفر است، ناخواسته مورد عمل جراحی قرار می‌گیرد. بعد از عمل در می‌یابد که همه این اتفاقات بر اثر تشابه اسمی رخ داده و به جای بیماری دیگر مورد جراحی قرار گرفتهاست. این عمل باعث شده تا حال عمومی وی رو به وخامت گذاشته و کم‌کم قدرت حرکت از وی سلب شود. حوادث غریبی نیز در اطراف وی رخ می‌دهند و زندگی را برای او که مدام از هوش می‌رود تبدیل به کابوس خوفناک می‌کنند. پرستار مردی به نام مندینگو بیمار تخت کناری او را به خاطر هشدار دادن به گریوز به قتل می‌رساند و تلاش جورج برای فرار از بیمارستان با کمک پرستار زیبارویی به نام زوئی ناکام می‌ماند و جورج خیلی زود می‌فهمد که زنده و سلامت از این بیمارستان بیرون نخواهد رفت و …